# Глисаж
Глисаж е режим на движение на плавателен съд, при който теглото на съда се уравновесява предимно от хидродинамични подемни сили.
В покой теглото на съда се уравновесява изцяло от подемните силите създадени от плавателността му. При малки скорости всички съдове плават във водоизместващ режим, т.е. теглото се уравновесява предимно от плавателността. При увеличаване на скоростта се увеличават хидродинамичните сили, които повдигат корпуса. В същото време силите създадени от плавателността намаляват поради повдигането на корпуса над водата, което намалява водоизместващия обем. При определена скорост хидродинамичните подемни сили започват да преобладават и корпусът се плъзга по водата т.е. „глисира“.
Характерна особеност е, че тягата необходима за преминаване от водоизместващ режим в режим на глисиране е значително по-голяма от тази, която е достатъчна за поддържане на устойчив режим на глисиране. В режим на глисиране съпротивлението рязко пада, скоростта е увеличава, а необходимата мощност за поддържане на тази скорост намалява.
За глисиращите съдове са характерни изцяло плоско дъно или плоски участъци от дъното, често с остри „скули“ и редани, кърма с транец, нос, който е правен за да може да „обръща“ водата и т.н. Необходимата мощност за глисиране се изчислява като приблизително 1 к.с. от мотора изкарва на глисаж 25 – 30 кг.